# Brenthonne
Brenthonne település Franciaországban, Haute-Savoie megyében. Lakosainak száma 1116 fő (2022. január 1.). Brenthonne Bons-en-Chablais, Fessy és Saxel községekkel határos.

## Népesség
A település népességének változása:
| Lakosok száma | 940  | 991  | 1038 | 1037 | 1070 | 1096 | 1103 | 1109 | 1116 |
|               | 2013 | 2015 | 2016 | 2017 | 2018 | 2019 | 2020 | 2021 | 2022 |